# Tirza (fiume)

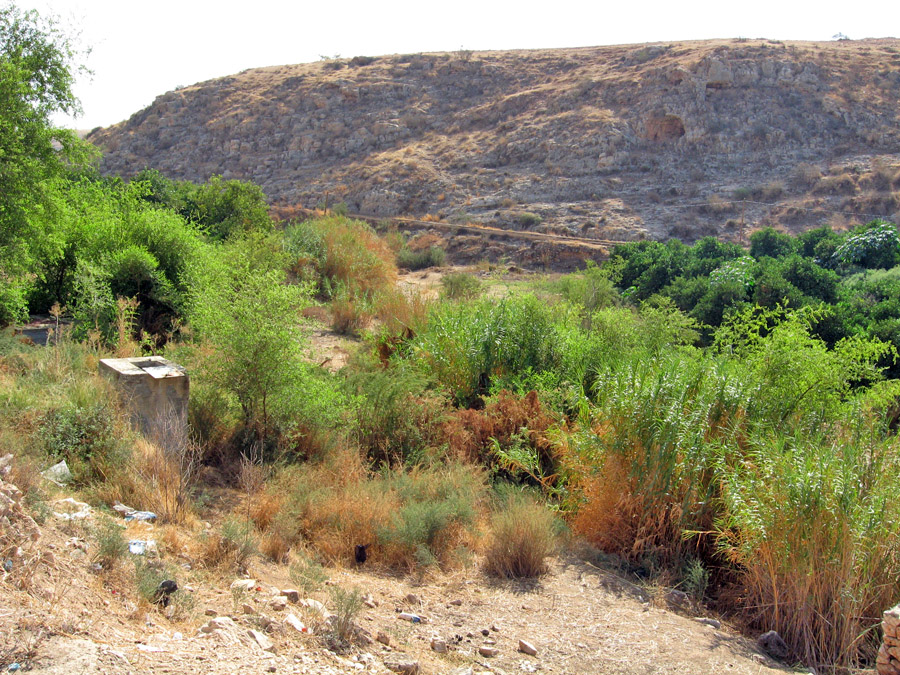
Il fiume Tirza.

Il Tirza (in ebraico נחל תרצה‎?, Naḥal Tirṣa; in arabo وادي الفارعة‎?, Wādī l-Fāriʿa) è un corso d'acqua e un affluente del fiume Giordano all'altezza di Phatzael.
È costituito dalle acque di due distinti gruppi di sorgenti, situati a nord-est di Sichem – le sorgenti Beidan e le sorgenti Fariya – cui è unito da diversi affluenti: E-Dileb, Tzoubian, Trouban, Abou-Tzaliah, Miska e Shibli.
Il clima della regione permette la crescita, alla periferia di Tirza, del betoum, del giuggiolo di Berberia, dell'iris, dell'alloro rosa, della canna di Provenza, della canna comune, del cyperus, dell'erba di san Rocco, del lythrum e della menta selvatica.
Il corso del torrente è delimitato da 43 mulini ad acqua, 30 dei quali concentrati nella parte alta di Tirza]. Lungo il fiume sono state realizzate due stazioni di estrazione dell'acqua per la produzione di acqua potabile.
A causa dell'abbondanza di sorgenti d'acqua nelle vicinanze, Tirza ospitò insediamenti umani fin dal Neolitico. Allo stesso modo, al tempo dei patriarchi, questa regione, designata come proprietà della tribù di Efraim, ospitò quattro capitali consecutive del regno d'Israele situate a nord: Sichem, Penuel sul passaggio al Giordano, Tirza presso le sorgenti Fariya e Samaria.
Nella valle del Tirza si formò progressivamente un sentiero naturale che fu percorso dalle diverse civiltà che si sono susseguite nel paese. Esso è identificato con la biblica "via dell'arrivo del sole" (Deuteronomio 11:30), attraversata da Alessandro Magno nel 332 a.C. quando quest'ultimo venne a rafforzare i confini del suo regno.  Nel 92 a.C., Alessandro Ianneo costruì la fortezza di Alexandreion, non lontano dalle sorgenti di Tirza. Il luogo è citato nella Guerra giudaica di Flavio Giuseppe in relazione al passaggio di Vespasiano nel 68 a.C. L'importanza di questo luogo di passaggio è confermata dalla presenza di numerosi segni di epoca romana .
Nel 1266 la valle del Tirza rimase l'asse principale scelto dal sultano mamelucco Baybars, nemico dei crociati, che poi cercò di unire le sue forze armate che erano installate su entrambi i lati del Giordano.
Durante gli ultimi mesi della prima guerra mondiale, gli eserciti turco e tedesco furono duramente sconfitti dagli inglesi, dopo che questi ultimi tentarono più volte di paralizzarne l'accesso. La valle del Tirza fu nuovamente attraversata dagli eserciti arabi nel 1948.
Le terre che il fiume attraversa sono condivise tra lo Stato di Israele e i villaggi di Talouza, Beit-Djan e Tamoun situati a sud di Hamra, in Cisgiordania.